# Monstera spruceana
Monstera spruceana — вид квіткових рослин з родини кліщинцевих (Araceae).

## Розповсюдження
Місцем проживання цього виду є Болівія, пн. Бразилія, Колумбія, Коста-Рика, Еквадор, Французька Гвіана, Гаяна, Панама, Перу, Суринам, Венесуела. Ця витка рослина росте переважно у вологому тропічному біомі.